# Ungheni (Mureș)
Pour les articles homonymes, voir Ungheni.
Ungheni (Nirașteujusqu'en 1960, Nyárádtő en hongrois, Nyaradfluß en allemand) est une ville roumaine du județ de Mureș, dans la région historique de Transylvanie et dans la région de développement du Centre.

## Géographie
La ville d'Unhgeni est située dans le centre sud-ouest du județ, dans les collines de Niraj et Madarași (Dealurile Nirajului et Colinele Madarașului), sur la rivière Niraj à son confluent avec le Mureș, à 10 km au sud-ouest de Târgu Mureș, le chef-lieu du județ.
La municipalité est composée de la ville d'Ungheni et des six villages suivants (population en 2002) :
- Cerghid (499) ;
- Cerghizel (492) ;
- Morești (727) ;
- Recea (142) ;
- Șăușa (233) ;
- Ungheni (3 562), siège de la municipalité ;
- Vidrasău (899).

## Histoire
La première mention écrite de la ville date de 1264 sous le nom de Naradtew.
Des fouilles entreprises en 1951-1955 dans le village de Morești ont permis de découvrir des objets datant du Paléolithique, des céramiques néolithiques, les traces d'une nécropole de l'âge du bronze, d'une nécropole dace et romaine ainsi que les restes d'un château datant du Haut Moyen Âge qui aurait été une résidence du chef valaque Gelou.
La ville d'Ungheni a appartenu au royaume de Hongrie, puis à l'empire d'Autriche et à l'Empire austro-hongrois.
En 1601, elle fut incendiée et nombre de ses habitants tués par les troupes du général Basta lors de la révolte transylvaine contre les Habsbourg.
En 1876, lors de la réorganisation administrative de la Transylvanie, Ungheni a été rattachée au comitat de Maros-Torda.
La ville d'Ungheni a rejoint la Roumanie en 1920, au traité de Trianon, lors de la désagrégation de l'Autriche-Hongrie. Après le deuxième arbitrage de Vienne, elle est occupée par la Hongrie de 1940 à 1944. Elle fut le lieu de nombreux combats en 1944 lors de la libération de la Transylvanie, après que la Roumanie a eu rejoint les Alliés. C'est aussi durant cette période que fut exterminée sa petite communauté juive par les Nazis.
Elle est redevenue roumaine en 1945 et a obtenu le statut de ville en 2004.
Elle a été en 2008 le théâtre d'un événement fâcheux : la destruction de l'église grecque-catholique de la Sainte Trinité (Sfânta Treime) construite en 1858 en style néo-baroque pour la remplacer par une église orthodoxe. Malgré les protestations, les travaux se poursuivent.

## Politique
Le conseil municipal d'Ungheni compte 15 sièges de conseillers municipaux. À l'issue des élections municipales de juin 2008, Ioan Covrig (PSD) a été élu maire de la Ville.
| Parti                                      | Nombre de conseillers |
| ------------------------------------------ | --------------------- |
| Parti démocrate-libéral (PD-L)             | 7                     |
| Parti social-démocrate (PSD)               | 5                     |
| Parti national libéral (PNL)               | 2                     |
| Union démocrate magyare de Roumanie (UDMR) | 1                     |

## Religions
En 2002, la composition religieuse de la ville était la suivante :
- Chrétiens orthodoxes, 82,48 % ;
- Réformés, 8,60 % ;
- Catholiques romains, 3,47 % ;
- Adventistes du septième jour, 2,05 % ;
- Pentecôtistes, 1,35 % ;
- Catholiques grecs, 1,11 %.

## Démographie
Ungheni a toujours compté une majorité roumaine, contrairement à de nombreuses villes de Transylvanie à majorité hongroise jusqu'au milieu du XXe siècle.
En 1900, la ville comptait 3 384 Roumains (77,74 %), 590 Hongrois (13,55 %) et 35 Allemands (0,8 %).
En 1930, on recensait 3 728 Roumains (82,90 %), 430 Hongrois (9,56 %), 52 Juifs (1,16 %) et 285 Tsiganes (6,34 %).
En 2002, 5 241 Roumains (79,96 %) côtoient 599 Hongrois (9,13 %) et 710 Tsiganes (10,83 %). La ville comptait à cette date 2 199 ménages et 2 109 logements.
| 1850  | 1880  | 1900  | 1910  | 1930  | 1956  | 1977  | 1992  | 2002  |
| ----- | ----- | ----- | ----- | ----- | ----- | ----- | ----- | ----- |
| 3 339 | 3 503 | 4 278 | 4 353 | 4 497 | 4 967 | 5 981 | 6 609 | 6 554 |

| 2007  | - | - | - | - | - | - | - | - |
| ----- | - | - | - | - | - | - | - | - |
| 6 888 | - | - | - | - | - | - | - | - |

## Économie
L'aéroport international de Târgu Mureș est installé sur le territoire de la municipalité, dans le village de Vidrasău. La ville compte aussi une zone commerciale, des entreprises agro-alimentaires et de matériaux de construction.

## Jumelages
Carmiano (Italie)
 Ypres (Belgique)

## Communications

### Routes
Ungheni est située sur la route nationale DN15 (Route européenne 60) Târgu Mureș-Cluj-Napoca.

### Voies ferrées
Ungheni possède une gare sur la ligne Războieni-Deva qui la met en relation avec Târgu Mureș et Alba Iulia.

## Lieux et monuments
- Recea, monastère orthodoxe de l'Assomption de la Vierge (Adormirea Maicii Domnului) construit depuis 1990.

- Cerghizel, église en bois des Saints Archanges (Sf. Arhangeli Mihail și Gavriil) du XVIIIe siècle.